# سكلوب جاوي
سكلوب جاوي (الاسم العلمي: Cyclops javanus) هو نوع من المفصليات يتبع جنس السكلوب من الفصيلة السكلوبية.